# Jennifer Lawrence
Jennifer Shrader Lawrence (Indian Hills, 15 augustus 1990) is een Amerikaanse actrice. Ze won in 2013 zowel een Oscar als een Golden Globe voor haar hoofdrol in de romantische tragikomedie Silver Linings Playbook. Voor diezelfde twee prijzen werd ze in 2011 al eens genomineerd voor haar hoofdrol in de dramafilm Winter's Bone. In 2014 won ze haar tweede Golden Globe en eerste BAFTA voor American Hustle, ditmaal voor beste vrouwelijke bijrol. Lawrence kreeg hiernaast meer dan vijftig andere acteerprijzen toegekend, waaronder de prijs voor beste actrice op het Filmfestival van Venetië 2008 (voor The Burning Plain), een National Board of Review Award (voor Winter's Bone), een Saturn Award en een People's Choice Award (allebei voor The Hunger Games), een Independent Spirit Award, een Screen Actors Guild Award en een Satellite Award (alle voor Silver Linings Playbook).

## Carrière
Om het begin van haar acteercarrière in te luiden, verhuisde Lawrence op 14-jarige leeftijd naar New York; om diezelfde reden verhuisde ze even later – vergezeld door haar familie – naar Los Angeles. In deze periode deed ze talloze audities voor films en televisieseries; veelal zonder resultaat: "Ik was zeker bekend met het woord 'nee' een tijd lang. En ik weet hoe het voelt om de enige te zijn die in je gelooft." Lawrence had in 2006 voor het eerst een gastrol in de televisieserie Monk en een rol in een televisiefilm. In 2007 had ze meerdere gastrollen in series. In 2008 maakte ze haar debuut op het witte doek. Dat jaar won ze de Marcello Mastroianni-prijs op het filmfestival van Venetië voor haar rol in de The Burning Plain. In de film X-Men: First Class, die in juni 2011 werd uitgebracht, speelde ze Mystique. Ze speelt hoofdpersonage Katniss Everdeen in de boekverfilming The Hunger Games die op 23 maart 2012 verscheen. Die rol speelde ze ook in het vervolg Catching Fire en Mockingjay - Part 1 en Mockingjay - Part 2.
Voor haar rol als Tiffany Maxwell in Silver Linings Playbook kreeg ze op 22-jarige leeftijd de Golden Globe voor beste actrice in een comedy- of musicalfilm en bij de Oscaruitreiking in 2013 de Oscar voor beste vrouwelijke hoofdrol. Lawrence werd tot driemaal toe geregisseerd door David O. Russell, die Lawrence zijn 'muze' noemt.
Lawrence was in zowel 2015 als 2016 de bestbetaalde actrice ter wereld, in 2015 met een salaris van 46 miljoen euro en in 2016 met een salaris van ruim 40 miljoen euro. In 2014 stond ze nog op de tweede plek, achter Sandra Bullock.

## Persoonlijk leven
Lawrence is actief voor het World Food Program. Ook zet ze zich in voor gehandicapte kinderen. Zo zorgt ze er vaak voor dat kinderen in een ziekenhuis haar films mogen zien voordat hij in de bioscoop is. Daarnaast is ze ambassadeur van Special Olympics, een internationale organisatie die sportwedstrijden en trainingen organiseert voor mensen met een verstandelijke handicap.
Lawrence was een van de slachtoffers van de cyberaanval op iCloud die plaatsvond in 2014. Naaktfoto's van talloze bekendheden werden door een anonieme hacker online geplaatst, waaronder ook die van Lawrence. Ze maakte de foto's naar eigen zeggen voor haar vriend, waarschijnlijk Nicholas Hoult. In een interview met Vogue vertelde ze een jaar later dat ze het incident nog steeds niet volledig heeft verwerkt: "Het was alleen maar pijn, en geen winst. Maar ik voel me er niet rot over als mensen er niet over praten."
Lawrence zet zich in voor vrouwenrechten en liet publiekelijk haar ongenoegen blijken toen uit de cyberaanval op Sony Pictures Entertainment bleek dat zij voor haar werk in American Hustle (2013) minder werd betaald dan haar mannelijke tegenspelers: Lawrence ontving 7% van de winst, terwijl collega's Bradley Cooper, Jeremy Renner en Christian Bale 9% van de winst in ontvangst mochten nemen. In een essay gepubliceerd door Lena Dunham gaf ze kritiek op het feit dat Angelina Jolie een 'verwend nest' werd genoemd toen ze in onderhandeling ging voor een hoger salaris. Daarbij schreef ze: "Op basis van de statistieken denk ik niet dat ik de enige vrouw ben met dit probleem. Zijn we sociaal geconditioneerd? [...] Ik denk niet dat ik ooit met een man heb samengewerkt die nadacht over de manier waarop hij iets moest zeggen om gehoord te worden."
In een interview met Vanity Fair vertelde de actrice moeite te hebben met haar publieke imago en gebrek aan privacy: "Als je me benadert ben je een totale vreemde voor me en ben ik bang. Ik ben zeer beschermend over mijn ruimte. Het heeft me een lange tijd gekost om dat mogelijk te maken. Als ik ga eten en ik zie een flits van iemand zijn iPhone-camera, ben ik echt onbeleefd tegen die persoon." Ze vertelde dat haar bekendheid haar een geïsoleerd gevoel geeft: "Je hele wereld is anders. Je voelt je niet anders, maar mensen reageren wel anders. Ik heb daar een paar jaar aan moeten wennen. En nu zeg ik: 'oké, laten we weer gaan werken' en mensen reageren daar maar op zoals zij willen. Ik doe gewoon mijn werk."
Lawrence is sinds 2019 getrouwd en heeft een zoon die Cy heet, vernoemd naar Cy Twombley. In maart 2025 werd ze voor de tweede keer moeder.

## Discografie

### Singles
| Single met eventuele hitnotering(en) in de Nederlandse Top 40 | Datum van verschijnen | Datum van binnenkomst | Hoogste positie | Aantal weken | Opmerkingen                                           |
| ------------------------------------------------------------- | --------------------- | --------------------- | --------------- | ------------ | ----------------------------------------------------- |
| The Hanging Tree                                              | 2014                  | 06-12-2014            | top 4           | -            | met James Newton Howard / Nr. 36 in de Single Top 100 |

| Single met hitnotering(en) in de Vlaamse Ultratop 50 | Datum van verschijnen | Datum van binnenkomst | Hoogste positie | Aantal weken | Opmerkingen                                                                  |
| ---------------------------------------------------- | --------------------- | --------------------- | --------------- | ------------ | ---------------------------------------------------------------------------- |
| The Hanging Tree                                     | 2014                  | 06-12-2014            | 1               | 6*           | met James Newton Howard / Soundtrack van The Hunger Games: Mockingjay Part I |